# Cabernet Jura

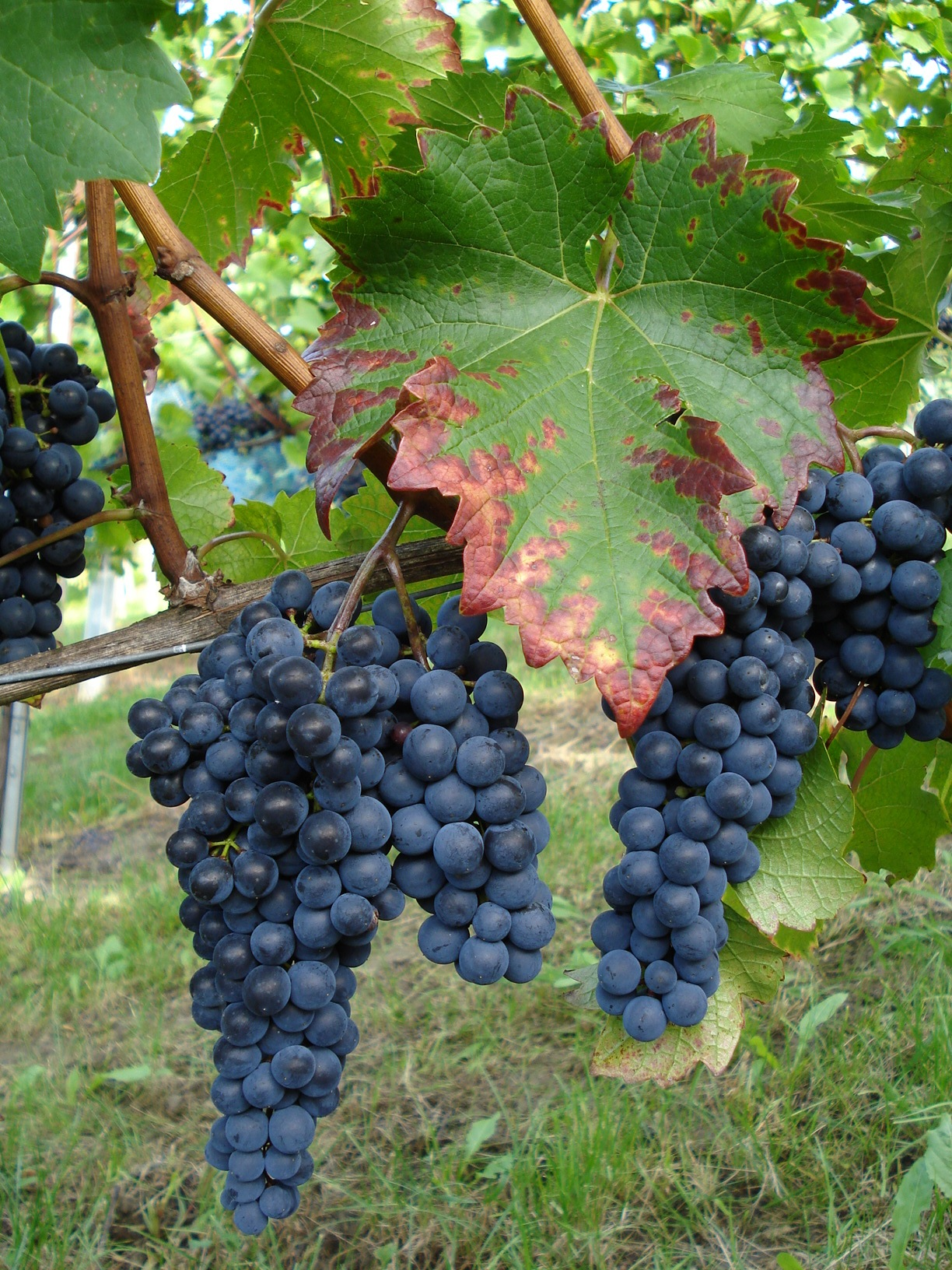
Blatt und Trauben der Sorte Cabernet Jura

Cabernet Jura ist eine pilzwiderstandsfähige neue Rotweinsorte aus der Schweiz.

## Herkunft, Abstammung
Gezüchtet wurde sie durch Valentin Blattner aus Soyhières im Kanton Jura, Schweiz. Die Sorte ist auch unter dem Züchternamen VB 5-02 oder Valentin Blattner 5-02 bekannt. Der genetische Fingerabdruck weist die Sorten Medina und Kaberne Severnyi als Kreuzungspartner aus. Ursprünglich wurde eine Kreuzung zwischen Cabernet Sauvignon x unbekannter resistenter Partner beschrieben. Die Rebsorte gehört zur Gruppe der pilzwiderstandsfähigen (kurz: PIWI-)Reben gegenüber Botrytis, Oidium und Peronospora. 2006 wurde die Sorte zum Sortenschutz angemeldet.

## Verbreitung
Die Rebsorte wird in den Schweizer Kantonen Aargau, Basel-Landschaft, Bern, Freiburg, Genf, Graubünden, Jura, Luzern, Neuenburg, Obwalden, Schaffhausen, Schwyz, Solothurn, St. Gallen, Tessin, Thurgau, Waadt, Wallis, Zürich und  Zug angebaut. Die Anbaufläche liegt bei 41 ha.

## Ampelografische Merkmale
- Die Triebspitze mittelstark wollig behaart und hat eine schwache Anthocyanfärbung
- Das Blatt ist fünfeckig mit drei Lappen und mit V-förmigem Profil; Spreite schwach gewaffelt und sehr schwach blasig; Blattzähne beiderseits geradlinig; Stielbucht offen mit u-förmiger Basis; Blattunterseite schwach behaart.
- Die Traube ist walzenförmig bis konisch, wenig geschultert und lockerbeerig. Die Beeren sind rund, klein bis mittelgroß und von einer gleichmäßig dicken Wachsschicht überzogen. Beeren schrumpfen bei hoher Reife.

Reife: mittelspät

## Ertrag
Der Ertrag ist regelmäßig und mittel bis hoch. Häufig ist wegen des hohen Ertrages eine Ertragsregulierung notwendig.

## Wein
Der Wein ist fruchtig, vollmundig, dicht und besitzt eine dunkle, rubinrote Farbe die dem Cabernet Sauvignon ähneln.

## Eigenschaften
Die Sorte besitzt eine sehr gute Winterfrostwiderstandsfähigkeit und eine sehr gute Resistenz gegen Oidium und Botrytis. Eine gute Widerstandsfähigkeit gegen Peronospora. Der aufrechte Wuchs ergibt Vorteile bei der Laubarbeit. Wegen des sehr starken Triebwachstums sollen wüchsige Standorte für die Errichtung einer Neuanlage nicht verwendet werden. Nachteilig ist die Stiellähmeanfälligkeit und die schlechte Mg-Aufnahme.